# Батільда Шаумбург-Ліппська
Батільда Шаумбург-Ліппська (нім. Bathildis zu Schaumburg-Lippe), повне ім'я Батільда Марія Леопольдіна Анна Августа Шаумбург-Ліппська (нім. Bathildis Marie Leopoldine Anna Auguste zu Schaumburg-Lippe, 21 травня 1873 — 6 квітня 1962) — принцеса Шаумбург-Ліппська, донька принца Вільгельма та принцеси Батільди Ангальт-Дессауської, дружина князя Вальдек-Пірмонтського Фрідріха.

## Біографія
Батільда народилась 21 травня 1873 року в богемському замку. Вона була шостою дитиною та другою донькою в сім'ї принца цу Шаумбург-Ліппе Вільгельма та його дружини Батільди. Дівчинка мала старших братів Франца Йозефа, Фрідріха, Альбрехта і Максиміліана, а також сестру Шарлотту. Згодом в родині народились молодші доньки: Адельгейда та Александра.
У 22 роки Батільда пошлюбилась із 30-річним князем Вальдек-Пірмонту Фрідріхом. Весілля відбулося 9 серпня 1895 в Наході. У подружжя народилося четверо дітей. Займалася соціальними справами.
Як і інші правителі німецьких князівств, Фрідріх був змушений зректися престолу у листопаді 1918 року. Помер він у травні 1946 року. Батільда пішла з життя шістнадцять років потому, переживши ще й доньку Олену.

## Родина
Чоловік — Фрідріх, князь Вальдек-Пірмонтський
Діти:
- Йозіас (1896—1967) — титулярний князь Вальдек-Пірмонту у 1946—1967 роках, один з вищих офицерів СС, був пошлюблений із Альтбургою Ольденбурзькою, мав п'ятеро дітей;
- Максиміліан (1898—1981) — був одружений із графинею Густавою Галлермунд, мав четверо дітей;
- Олена (1899—1948) — була пошлюблена із Ніколаусом Ольденбурзьким, мала дев'ятеро дітей;
- Георг Вільгельм (1902—1971) — був пошлюблений з графинею Інгеборгою Геллермунд, мав шестеро дітей.